# Формальное дифференцирование
Формальное дифференцирование — операция над элементами кольца многочленов или кольца формальных степенных рядов, повторяющая взятие производной из математического анализа, но не опирающееся на понятие предела, которое невозможно определить для произвольного кольца. Многие свойства производной верны и для формального дифференцирования, но некоторые, особенно касающиеся утверждений, содержащих числа, не верны. Одно из важных применений формального дифференцирование в алгебре — проверка кратности корней полиномов.

## Определение
Определение формального дифференцирования таково: зафиксируем кольцо {\displaystyle R} (не обязательно коммутативное), пусть {\displaystyle A=R[x]} является кольцом многочленов над {\displaystyle R}. Тогда формальное дифференцирование представляет собой действие над элементами {\displaystyle A}, при котором если
{\displaystyle f(x)\,=\,a_{n}x^{n}+\cdots +a_{1}x+a_{0},}
то формальная производная равна
{\displaystyle f'(x)\,=\,Df(x)=na_{n}x^{n-1}+\cdots +2a_{2}x+a_{1}}
как и в случае многочленов над вещественными или комплексными числами.
При этом выражение {\displaystyle na_{n}} означает не умножение в кольце, но {\displaystyle \sum _{k=1}^{n}a_{n},} где {\displaystyle k} не используется под знаком суммы. Если такая сумма равна нулевому элементу по крайней мере для первого слагаемого в этой записи формальной производной, то степень многочлена {\displaystyle f'} в действительности ниже, чем {\displaystyle n-1}, поскольку соответствующее количество первых слагаемых исчезают из формальной записи (вплоть до полного исчезновения в наиболее вырожденном случае, приводящем к нуль-многочлену).
Для некоммутативных колец данное определение встречается со следующим затруднением: сама формула корректна, но не любой многочлен представляется в стандартном виде. Использование такого определения приводит к сложностям при доказательстве формулы {\displaystyle (f(x)\cdot b)'=f'(x)\cdot b}.

## Альтернативные варианты определения, подходящие для некоммутативных колец
Пусть для {\displaystyle r\in R} справедливо {\displaystyle r'=0,} пусть также {\displaystyle x'=1.} Определим производную для выражений типа {\displaystyle (a+b)'=a'+b',} и {\displaystyle (a\cdot b)'=a'\cdot b+a\cdot b'.}
Докажем, что такое определение даст один и тот же результат для выражения вне зависимости от способа его получения, следовательно, определение совместимо с аксиомами равенства.
- {\displaystyle (a+b)'=a'+b'=b'+a'=(b+a)',}
- {\displaystyle ((a+b)+c)'=(a+b)'+c'=(a'+b')+c'=a'+(b'+c')=a'+(b+c)'=(a+(b+c))',}
- {\displaystyle (a(bc))'=a'(bc)+a(bc)'=a'bc+a(b'c+bc')=a'bc+ab'c+abc'=}

{\displaystyle =(a'b+ab')c+(ab)c'=(ab)'c+(ab)c'=((ab)c)',}
- {\displaystyle ((a+b)c)'=(a+b)'c+(a+b)c'=(a'+b')c+(a+b)c'=(a'c+b'c)+(ac'+bc')=}

{\displaystyle =\cdots =(a'c+(b'c+ac'))+bc'=(a'c+(ac'+b'c))+bc'=\cdots =(a'c+ac')+(b'c+bc')=}
{\displaystyle =(ac)'+(bc)'=(ac+bc)'.}
Линейность следует из определения.
Формула для производной от многочлена (в стандартном виде для коммутативных колец) является следствием определения:
{\displaystyle (\sum _{i}a_{i}x^{i})'=\sum _{i}(a_{i}x^{i})'=\sum _{i}((a_{i})'x^{i}+a_{i}(x^{i})')=\sum _{i}(0x^{i}+a_{i}(\sum _{j=1}^{i}x^{j-1}(x')x^{i-j}))=\sum _{i}\sum _{j=1}^{i}a_{i}x^{i-1}.}

## Свойства
Можно доказать ряд следующих утверждений.
- Формальное дифференцирование линейно: для любых двух многочленов {\displaystyle f(x),g(x)} и элементов {\displaystyle r,s} из {\displaystyle R} верно

{\displaystyle (r\cdot f+s\cdot g)'(x)=r\cdot f'(x)+s\cdot g'(x).}
Если {\displaystyle R} некоммутативно, существует другой вид свойства линейности, при котором {\displaystyle r} и {\displaystyle s} располагаются справа. Если в {\displaystyle R} нет единичного элемента, то формула не приводится к виду суммы многочленов или суммы одного многочлена и кратного другому многочлену.
- Для формального дифференцирования выполняется правило произведения:

{\displaystyle (f\cdot g)'(x)=f'(x)\cdot g(x)+f(x)\cdot g'(x).}
Отметим важность порядка множителей в случае некоммутативного кольца {\displaystyle R}.
Два данных свойства делают {\displaystyle D} дифференцированием алгебры {\displaystyle A}.

## Применение
Производная позволяет определить наличие кратных корней: если {\displaystyle R} является полем, то {\displaystyle R[x]} является евклидовым кольцом, для которого можно определить понятие кратности корня; для многочлена {\displaystyle f(x)} и элемента {\displaystyle r} из {\displaystyle R} существует неотрицательное целое число {\displaystyle m_{r}} и многочлен {\displaystyle g(x)}, такие что
{\displaystyle f(x)=(x-r)^{m_{r}}g(x),}
где {\displaystyle g(r)} не равно {\displaystyle 0}.
Степень {\displaystyle m_{r}} показывает кратность {\displaystyle r} как корня {\displaystyle f}. Из правила произведения следует, что {\displaystyle m_{r}} также является количеством применений операции дифференцирования, которые можно провести над {\displaystyle f(x)} до тех пор, пока {\displaystyle r} не перестанет быть корнем оставшегося многочлена. Несмотря на то, что не любой многочлен степени {\displaystyle n} в {\displaystyle R[x]} имеет {\displaystyle n} корней с учётом кратности (это лишь максимальное количество), можно перейти к расширению поля, в котором это утверждение справедливо (см. алгебраическое замыкание). После перехода к расширению поля могут в том числе найтись и кратные корни, не являющиеся корнями над {\displaystyle R}. Например, если {\displaystyle R} является полем с тремя элементами, то многочлен
{\displaystyle f(x)\,=\,x^{6}+1}
не имеет корней в {\displaystyle R}; но формальная производная равна нулю, поскольку 3 = 0 в {\displaystyle R} и в любом расширении {\displaystyle R}, поэтому при переходе к алгебраическому замыканию мы обнаружим кратный корень, который невозможно найти в {\displaystyle R}. Следовательно, понятие кратности, определённое при помощи формального дифференцирования, может быть эффективно проверено. Это оказывается особенно важным в теории Галуа, позволяя различать сепарабельные и несепарабельные расширения поля.

## Соответствие аналитической производной
Если кольцо чисел {\displaystyle R} коммутативное, то существует другое эквивалентное определение формальной производной, напоминающее определение из анализа. Элемент {\displaystyle Y-X} кольца {\displaystyle R[X,Y]} является делителем {\displaystyle Y^{n}-X^{n}} при любом неотрицательном целом {\displaystyle n}, следовательно, является делителем {\displaystyle f(Y)-f(X)} для любого многочлена {\displaystyle f}. Обозначим частное (в {\displaystyle R[X,Y]}) как {\displaystyle g}:
{\displaystyle g(X,Y)={\frac {f(Y)-f(X)}{Y-X}},}
тогда несложно доказать, что {\displaystyle g(X,X)} (в {\displaystyle R[X]}) совпадает с формальным определением производной {\displaystyle f}, указанным выше.
Такое определение производной пригодно для формальных степенных рядов в предположении коммутативности кольца скаляров.